# Helmuth Liesegang
Helmuth Liesegang (né le 18 juillet 1858 à Duisbourg et mort le 31 juillet 1945 à Leipzig) est un peintre paysagiste allemand de l'école de Düsseldorf.

## Carrière
Liesegang est le fils du professeur de lycée Helmuth Karl Albert Liesegang (né en 1827) et son épouse Agnes née Jüngel (né en 1836). Son grand-père est Wilhelm Liesegang, surintendant à Perleberg. Parmi les six frères et sœurs de Liesegang se distingue son frère Erich (née en 1860), qui va devenir directeur de la bibliothèque d'État de Wiesbaden en 1899. En 1868, la famille déménage à Clèves, où le père dirige l'école supérieure royale pendant 28 ans. Même adolescent, Liesegang aime se promener dans Clèves pour dessiner. Après le lycée, il étudie à l'Académie des beaux-arts de Düsseldorf de 1877 à 1886. Là, Eugen Dücker devient l'un de ses professeurs les plus importants. Il apprend à graver par Carl Ernst Forberg. Avec Arthur Kampf, il se rend à Paris en 1885, où il est influencé par la peinture française, comme l'école de Barbizon et les œuvres de Jean-François Millet et Jules Bastien-Lepage. En tant qu'imitateur de l'École de La Haye, il s'est senti attiré par les paysages de la Belgique et de la Hollande, qu'il  explore au cours des années suivantes de voyage. À Katwijk, il rencontre Max Liebermann. Olof Jernberg est l'un de ses amis proches. En 1889, Liesegang fonde - en réponse à la politique d'exposition de l'association d'art pour la Rhénanie et Westphalie (de), associée à l'académie d'art - avec Jernberg, Eugen Kampf et Heinrich Hermanns le "Club Lucas", une association progressiste de peintres paysagistes inspiré par l'école de La Haye et l'école de Barbizon qui cherche à combiner les réalisations de l'impressionnisme. En 1891, le "Club Lucas" est subordonné à la nouvelle Association libre des artistes de Düsseldorf, dont, cependant, en 1899, le "Club Saint-Luvas » (fondé par Liesegang, Hermanns, Jernberg, Arthur Kampf, August Deusser, Otto Heichert et Gustav Wendling, entre autres) et la « Association de 1899 » se séparent. Il donne des cours particuliers à Julius Bretz, qui a été renvoyé de l'académie des beaux-arts comme sans talent. Liesegang est membre de l'association des artistes de Malkasten depuis 1888. Il est également membre de l'Association allemande des artistes  et de l' Association des artistes de Düsseldorf pour le soutien et l'aide mutuels. Il participe à de nombreuses grandes expositions, notamment les expositions de la Jeune Rhénanie, du Groupe rhénan et de la Sécession rhénane. 1943, il reçoit la Médaille Goethe et en 1944 le Prix Cornelius (de). Il reçoit également la médaille d'or d'État prussienne, la médaille d'État autrichienne, un diplôme honorifique à Paris (1900) et d'autres prix à Londres et Chicago. Dans sa vieillesse, il est honoré du titre de professeur. En 1928/1929, Liesegang écrit ses souvenirs sous le titre De mon apprentissage et de mes années de voyage. Après des raids aériens sur Düsseldorf, à la fin de la Seconde Guerre mondiale, il est admis à Leipzig, où il meurt à l'âge de 87 ans. Liesegang est enterré au cimetière du Nord de Düsseldorf.

## Réalisations (sélection)

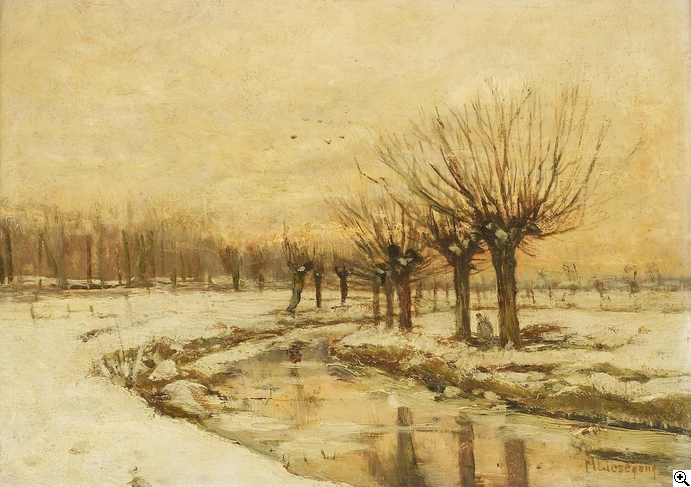
L'hiver à Düsseltal

Le motif principal de Liesegang est la Basse-Rhénanie, dont il capture les paysages et les vedutas dans un style de peinture naturaliste et impressionniste et souvent dans de grands formats d'image. Mais il y a aussi des vues des villes industrialisées dans son travail. Parmi les peintres de l'école de Düsseldorf, Liesegang, avec Olof Jernberg, est l'un des «pionniers de l'impressionnisme».
- Am frühen Morgen
- Netzflicker am Niederrhein
- Altes Städtchen
- Frühling am Niederrhein
- Winterlandschaft, 1898
- Altwasser am Niederrhein, 1899, Museum Kunstpalast
- Herbstlaub
- Letzte Sonne
- Winterabend
- Niederrheinisches Gehöft
- Winter in Holland
- Landweg nach dem Regen
- Brügge im Schnee
- Vor der Kirche
- Haarlem
- Kirchplatz in Kleve
- Schäfer mit Herde
- Dorfszene in Holland
- Aalfischer in Holland
- Flusslandschaft in Holland
- Winter im Düsseltal

## Honneurs

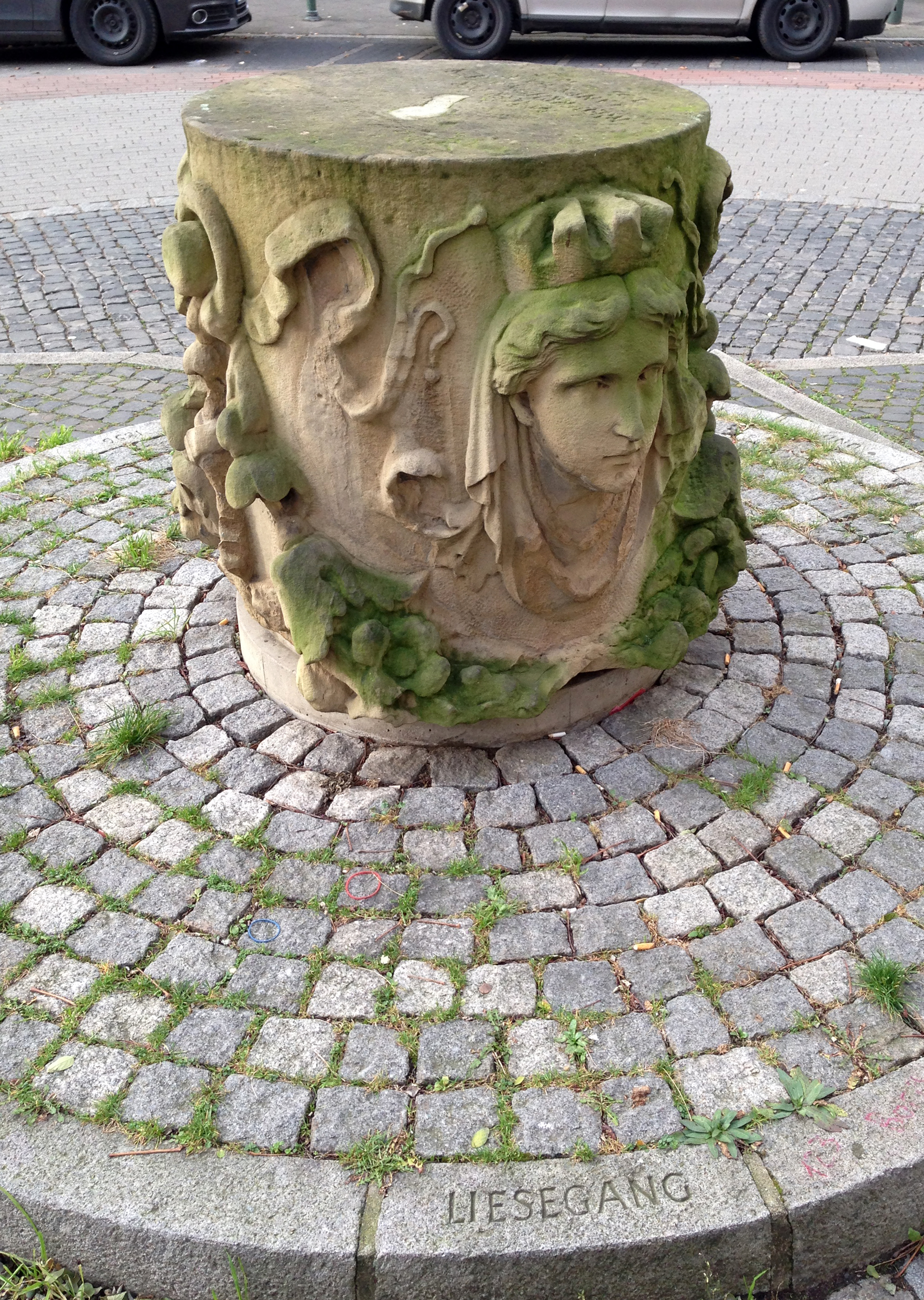
Liesegangstein, 2017

En 1989, un fragment de colonne du nouvel hôtel de ville démoli est érigé sur la Liesegangstrasse à Düsseldorf. Le soi-disant «Liesegangstein» rappelle le paysagiste Helmuth Liesegang.